# Kreis Neuruppin
| Basisdaten                            | Basisdaten                                        |
| ------------------------------------- | ------------------------------------------------- |
| Bezirk der DDR                        | Potsdam                                           |
| Kreisstadt                            | Neuruppin                                         |
| Fläche                                | 1.264 km² (1989)                                  |
| Einwohner                             | 64.848 (1989)                                     |
| Bevölkerungsdichte                    | 51 Einwohner/km² (1989)                           |
| Kfz-Kennzeichen                       | D und P (1953–1990) DM (1974–1990) NP (1991–1993) |
|                                       |                                                   |
| Der Kreis Neuruppin im Bezirk Potsdam |                                                   |

Der Kreis Neuruppin war ein Landkreis im Bezirk Potsdam der Deutschen Demokratischen Republik. Von 1990 bis 1993 bestand er als Landkreis Neuruppin im Land Brandenburg fort. Sein Gebiet liegt heute im Landkreis Ostprignitz-Ruppin in Brandenburg. Sein Verwaltungssitz war die Stadt Neuruppin.

## Geographie

### Nachbarkreise
Der Kreis Neuruppin grenzte im Norden an den Kreis Neustrelitz (Bezirk Neubrandenburg), im Osten an die Kreise Gransee und Oranienburg, im Süden an  den Kreis Nauen und im Westen an die Kreise Kyritz und Wittstock.

## Geschichte
Der Kreis (in den ersten Jahren auch schon Landkreis genannt) wurde am 25. Juli 1952 im Zuge einer grundlegenden Kreisreform in der DDR aus Teilen des Landkreises Ruppin gebildet. Die Länder verloren ihre Bedeutung, und neue Bezirke wurden gegründet. Der Kreis wurde dem neuen Bezirk Potsdam zugeordnet. Sitz der Kreisverwaltung war in der Stadt Neuruppin.
1990 wurde der Kreis Neuruppin ein Landkreis nach deutschem Kommunalrecht. Bereits vor der Wiedervereinigung, am 17. Mai 1990, wurde der Kreis auch formal in Landkreis Neuruppin umbenannt. Anlässlich der Deutschen Wiedervereinigung 1990 erfolgte am 3. Oktober bzw. endgültig am 14. Oktober 1990 (Termin der Landtagswahl) die Zuordnung zum Land Brandenburg. Erster nach der Wiedervereinigung gewählter Landrat des Kreises war Ernst Bahr (SPD), der sein Amt bis zur Kreisreform 1993 innehatte.
Der Landkreis Neuruppin wurde am 6. Dezember 1993 im Rahmen dieser Kreisreform mit den Landkreisen Wittstock und Kyritz zum Landkreis Ostprignitz-Ruppin zusammengelegt.

## Kreisangehörige Städte und Gemeinden
Aufgeführt sind alle Orte, die am 25. Juli 1952 bei Einrichtung des Kreises Neuruppin eigenständige Gemeinden waren. Eingerückt sind Gemeinden, die bis zum 5. Dezember 1993 ihre Eigenständigkeit verloren und in größere Nachbargemeinden eingegliedert wurden.
- Neuruppin, Kreisstadt (am 20. Mai 1974 wurde Bechlin nach Neuruppin eingemeindet)
  - Altfriesack (am 20. Mai 1974 schlossen sich Wustrau und Altfriesack zur neuen Gemeinde Wustrau-Altfriesack zusammen[5]) (heute Gemeindeteil von Fehrbellin)
- Alt Ruppin (heute Ortsteil der Stadt Neuruppin)
- Banzendorf (heute Ortsteil von Lindow (Mark))
- Basdorf (heute ein Ortsteil der Stadt Rheinsberg)
  - Bechlin (wurde am 20. Mai 1974 nach Neuruppin eingemeindet[5]) (heute Wohnplatz der Stadt Neuruppin)
- Betzin (heute Ortsteil von Fehrbellin)
- Braunsberg (heute ein Ortsteil der Stadt Rheinsberg)
- Brunne (heute Ortsteil von Fehrbellin)
- Buskow (heute Ortsteil der Stadt Neuruppin)
- Dabergotz
- Darritz-Wahlendorf (heute Ortsteil von Märkisch Linden)
- Dechtow (heute Ortsteil von Fehrbellin)
- Deutschhof (heute Ortsteil von Fehrbellin)
- Dierberg (heute ein Ortsteil der Stadt Rheinsberg)
- Dorf Zechlin (heute ein Ortsteil der Stadt Rheinsberg)
- Fehrbellin (Kernstadt ist Ortsteil der (Groß-)Gemeinde)
- Flecken Zechlin (heute ein Ortsteil der Stadt Rheinsberg)
- Frankendorf (heute ein Ortsteil von Storbeck-Frankendorf)
  - Friedenshorst (am 3. Oktober 1990 wurde der Ort in Königshorst umbenannt[5])
- Garz (heute Ortsteil von Temnitztal)
- Gnewikow (am 20. Mai 1974 schlossen sich Gnewikow und Karwe zu Gnewikow-Karwe zusammen, am 6. Mai 1984 wurde der Zusammenschluss wieder aufgelöst) (heute Ortsteil der Stadt Neuruppin)
  - Gnewikow-Karwe (am 20. Mai 1974 schlossen sich Gnewikow und Karwe zusammen, am 6. Mai 1984 wurde der Zusammenschluss wieder aufgelöst[5])
- Gottberg (heute Ortsteil von Märkisch Linden)
- Großzerlang (heute ein Ortsteil der Stadt Rheinsberg)
- Gühlen-Glienicke (heute Ortsteil der Stadt Neuruppin)
- Hakenberg (heute Ortsteil von Fehrbellin)
- Heinrichsdorf (heute ein Ortsteil der Stadt Rheinsberg)
- Herzberg (Mark)
- Hindenberg (heute Ortsteil von Lindow (Mark))
- Kagar (heute ein Ortsteil der Stadt Rheinsberg)
- Karwe (am 20. Mai 1974 schlossen sich Gnewikow und Karwe zu Gnewikow-Karwe zusammen, am 6. Mai 1984 wurde der Zusammenschluss wieder aufgelöst[5]) (heute Ortsteil der Stadt Neuruppin)
- Karwesee (heute Ortsteil von Fehrbellin)
- Katerbow (heute ein Ortsteil von Temnitzquell)
- Kerzlin (heute Ortsteil von Temnitztal)
- Krangen (heute Ortsteil der Stadt Neuruppin)
- Kleinzerlang (heute ein Ortsteil der Stadt Rheinsberg)
- Klosterheide (heute Ortsteil von Lindow (Mark))
- Königshorst (am 3. Oktober 1990 wurde der Ort Friedenshorst in Königshorst umbenannt) (heute Ortsteil von Fehrbellin)
- Kränzlin (heute Ortsteil von Märkisch Linden)
  - Küdow (schloss sich am 1. November 1961 mit Lüchfeld zu Küdow-Lüchfeld zusammen[5]) (heute Wohnplatz von Temnitztal)
- Küdow-Lüchfeld (heute Ortsteil von Temnitztal)
- Langen (heute Ortsteil von Fehrbellin)
- Lentzke (heute Ortsteil von Fehrbellin)
- Lichtenberg (heute Ortsteil der Stadt Neuruppin)
- Lindow (Mark)
- Linow (heute ein Ortsteil der Stadt Rheinsberg)
- Linum (heute Ortsteil von Fehrbellin)
  - Lüchfeld  (schloss sich am 1. November 1961 mit Küdow zu Küdow-Lüchfeld zusammen[5]) (heute Wohnplatz von Temnitztal)
- Luhme (heute ein Ortsteil der Stadt Rheinsberg)
- Manker (heute Ortsteil von Fehrbellin)
- Molchow (heute Ortsteil der Stadt Neuruppin)
- Netzeband (heute ein Ortsteil von Temnitzquell)
- Nietwerder (heute Ortsteil der Stadt Neuruppin)
  - Pfalzheim (wurde am 1. Januar 1960 nach Rägelin eingemeindet[5]) (heute ein Wohnplatz von Temnitzquell)
- Protzen (heute Ortsteil von Fehrbellin)
- Radensleben (heute Ortsteil der Stadt Neuruppin)
- Rägelin (am 1. Januar 1960 wurde Pfalzheim eingemeindet) (heute ein Ortsteil von Temnitzquell)
- Rheinsberg (Kernstadt ist auch Ortsteil der Stadt Rheinsberg)
- Rohrlack (heute Ortsteil von Temnitztal)
- Rüthnick
- Schönberg (Mark) (heute Ortsteil von Lindow (Mark))
- Schwanow (heute ein Ortsteil der Stadt Rheinsberg)
  - Seebeck (am 1. Januar 1970 zur Gemeinde Seebeck-Strubensee)
  - Strubensee (am 1. Januar 1970 zur Gemeinde Seebeck-Strubensee)
- Seebeck-Strubensee (am 1. Januar 1970 neu gebildet, heute Ortsteile Seebeck und Strubensee der Gemeinde Vielitzsee)
- Stöffin (heute Ortsteil der Stadt Neuruppin)
- Storbeck (heute ein Ortsteil von Storbeck-Frankendorf)
- Tarmow (heute Ortsteil von Fehrbellin)
- Vichel (heute Ortsteil von Temnitztal)
- Vielitz (heute Ortsteil der Gemeinde Vielitzsee)
- Walchow (heute Ortsteil von Fehrbellin)
- Wall (heute Ortsteil von Fehrbellin)
- Wallitz (heute ein Ortsteil der Stadt Rheinsberg)
- Walsleben
- Werder (heute Ortsteil von Märkisch Linden)
- Wildberg (heute Ortsteil von Temnitztal)
- Wulkow (heute Ortsteil der Stadt Neuruppin)
  - Wustrau (am 20. Mai 1974 schlossen sich Wustrau und Altfriesack zur neuen Gemeinde Wustrau-Altfriesack zusammen[5]) (heute ein Gemeindeteil von Fehrbellin)
- Wustrau-Altfriesack (am 20. Mai 1974 neu gebildet, heute Ortsteil von Fehrbellin)
- Wuthenow (heute Ortsteil der Stadt Neuruppin)
- Zechlinerhütte (heute ein Ortsteil der Stadt Rheinsberg)
- Zechow (heute ein Ortsteil der Stadt Rheinsberg)
- Zühlen (heute ein Ortsteil der Stadt Rheinsberg)

1992 bildeten sich im Kreis Neuruppin die Verwaltungsgemeinschaften Amt Lindow (Mark) (mit der Gemeinde Keller aus dem Kreis Gransee), Amt Rheinsberg, Amt Temnitz und Amt Fehrbellin. Die Gemeinde Flecken Zechlin wurde per Ministerbeschluss dem Amt Wittstock-Land zugeordnet. 
Infolge der grundlegenden Kreisgebietsreform 1993 in Brandenburg wurde der Landkreis Neuruppin am 6. Dezember 1993 mit dem nordwestlich angrenzenden Landkreis Wittstock und dem südwestlich angrenzenden Landkreis Kyritz zum Landkreis Ostprignitz-Ruppin zusammengelegt. Die neue Kreisverwaltung nahm ihren Sitz in Neuruppin.

## Kfz-Kennzeichen
Den Kraftfahrzeugen (mit Ausnahme der Motorräder) und Anhängern wurden von etwa 1974 bis Ende 1990 dreibuchstabige Unterscheidungszeichen, die mit dem Buchstabenpaar DM begannen, zugewiesen. Die letzte für Motorräder genutzte Kennzeichenserie war DY 80-01 bis DY 99-99.
Anfang 1991 erhielt der Landkreis das Unterscheidungszeichen NP. Es wurde bis Ende 1993 ausgegeben. Seit dem 18. März 2013 ist es im Landkreis Ostprignitz-Ruppin erhältlich.